# Gerhard Cyliax
Gerhard „Gerd“ Cyliax (* 23. August 1934 in Dortmund; † 17. Mai 2008) war ein deutscher Fußballspieler.

## Zur Person
Cyliax begann das Fußballspielen beim TBV Mengede. In der Saison 1954/55 belegte er mit den Rot-Weißen aus dem Volksgarten in der Landesliga Westfalen, Gruppe 5 den neunten Rang. Mit der Auswahl von Westfalen setzte er sich im Wettbewerb des Länderpokals über den Mittelrhein (2:1), Berlin (5:0) und im Halbfinale gegen Hamburg (1:1 n. V. in Hagen; 6:0 in Hamburg) durch und zog damit in das Endspiel ein. Das fand am 2. Juli 1955 in Augsburg gegen Titelverteidiger Bayern statt und endete mit einer 2:5-Niederlage für Westfalen. Cyliax bildete dabei auf Linksaußen mit Halbstürmer Günter Grandt von SC Westfalia Herne den linken Flügel der Vertretung von Westfalen. Zur Saison 1955/56 wechselte er zu Westfalia Herne in die Fußball-Oberliga West, wo er bis 1957 spielte und in 46 Ligaspielen 15 Tore für die Elf vom Stadion am Schloss Strünkede erzielte. Von 1958 bis 1959 stand er bei Preußen Münster unter Vertrag. Für Westfalia Herne und Preußen Münster hatte er in der Oberliga West 66 Spiele mit 18 Toren absolviert.
Er spielte danach in den Jahren 1959 bis 1968 bei Borussia Dortmund. Er wurde mit dem BVB 1963 Deutscher Meister und 1965 DFB-Pokalsieger. 1966 gehörte er zur Borussen-Elf, die im Endspiel um den Europapokal der Pokalsieger im Hampden Park in Glasgow erstmals einen Europapokal für eine deutsche Fußballmannschaft gewann. Ab dem Viertelfinale gegen Atletico Madrid (1:1;1:0) und dem Halbfinale gegen den Titelverteidiger West Ham United (2:1;3:1) bildete er dabei mit Theo Redder das Verteidigerpaar des BVB.
Im Jahre 1966 wurde er zusammen mit der Mannschaft des BVB mit dem Silbernen Lorbeerblatt ausgezeichnet.
Gerd Cyliax spielte auf der Position des Linksaußen, konnte aber auch als Rechtsaußen eingesetzt werden. Legendär waren seine Laufstärke und seine Geschwindigkeit. Er gehörte 1956 zum erweiterten Olympiakader, da er in der Lage war, 100 m in weniger als elf Sekunden zu laufen. Er konnte so über die Außenbahn mit hohem Tempo Torchancen herausspielen. Während der ersten Bundesligasaison 1963/64 wechselte er dann auf die rechte Verteidigerposition.
Cyliax kam bei der Borussia von 1959 bis 1963 auf 105 Einsätze mit 22 Toren in der Oberliga West und 101 Einsätze bei sechs Toren in der Bundesliga. Von 1963 bis 1968 kamen noch elf Einsätze im Europacup mit zwei Toren hinzu.
Am 27. März 1957 kam er in der deutschen U-23 Nationalmannschaft beim Länderspiel in Essen gegen Belgien als Linksaußen zum Einsatz und steuerte zwei Treffer zum 4:2-Erfolg der DFB-Mannschaft bei. Es blieb sein einziger internationaler Einsatz.
Er gehörte zuletzt neben weiteren verdienten älteren Spielern, wie der nur wenige Tage später verstorbene Heinrich Kwiatkowski, dem Ältestenrat von Borussia Dortmund an.
Cyliax verstarb am 17. Mai 2008 an den Folgen eines Schlaganfalls im Alter von 73 Jahren.

## Erfolge
- 1963: Deutscher Meister
- 1965: DFB-Pokalsieger
- 1966: Europapokal der Pokalsieger